# Pheidole texticeps

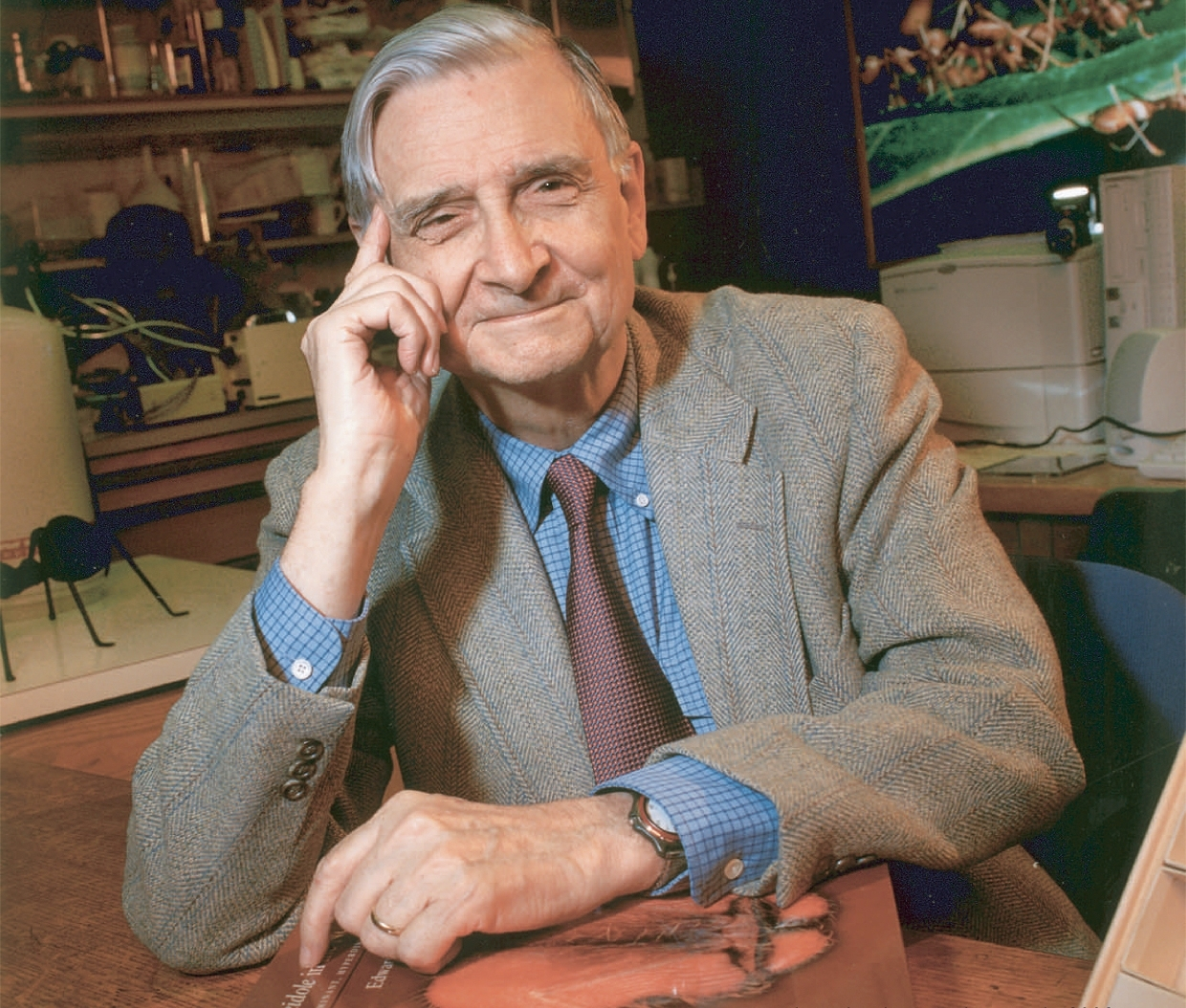
Профессор Эдвард Уилсон, автор первого описания вида.

Pheidole texticeps (лат.) — вид муравьёв рода Pheidole из подсемейства Myrmicinae (Formicidae). Новый Свет.

## Распространение
Центральная Америка: Гондурас, Коста-Рика, Мексика, Никарагуа, Панама.

## Описание
Мелкие земляные мирмициновые муравьи, длина около 2—3 мм, основная окраска тела коричневая (ноги светлее, брюшко темнее), характерные для рода большеголовые солдаты крупнее рабочих. Солдаты двуцветные: голова, усики и жвалы светло-коричневые; брюшко тёмно-коричневое; мезосома, стебелёк и ноги светло-коричневые. Проподеум выпуклый, среднегрудка с вертикальным выступом. Затылочный край головы солдат вогнутый. Усики рабочих 12-члениковые с 3-члениковой булавой. Ширина головы крупных солдат — 0,90 мм (длина головы — 0,92 мм). Ширина головы мелких рабочих 0,52 мм, длина головы 0,58 мм, длина скапуса усика — 0,66 мм. Стебелёк между грудкой и брюшком состоит из двух члеников: петиолюса и постпетиолюса (последний четко отделен от брюшка). Брюшко гладкое и блестящее. Гнёзда в почве, камеры на глубине около 10 см. Pheidole texticeps относится к видовой группе Pheidole diligens, но отличается строением груди. Вид описан в 2003 году американским мирмекологом профессором Эдвардом Уилсоном.